# Jurij Nawarenko
Jurij Oleksandrowytsch Nawarenko (ukrainisch Юрій Олександрович Наваренко; englische Transkription Yuri Alexandrovich Nawarenko; * 10. September 1979 in Kiew, Ukrainische SSR, Sowjetunion) ist ein ehemaliger ukrainischer Eishockeyspieler, der zuletzt bis 2015 beim HK Homel in der belarussischen Extraliga unter Vertrag stand.

## Karriere
Jurij Nawarenko begann seine Karriere als Eishockeyspieler in der Nachwuchsabteilung des HK Sokil Kiew in seiner Geburtsstadt. Von 1995 bis 2001 spielte er für mehrere Klubs aus Kiew in der East European Hockey League, die er 1999 mit seinem Stammverein Sokil Kiew gewinnen konnte. Inmitten der Spielzeit 2001/02 verließ er seine Heimatstadt und wechselte nach Spanien, wo er für den CH Jaca in der Superliga spielte. Mit dem Team aus Aragonien gewann er 2003 und 2004 den spanischen Meistertitel sowie 2002 und 2003 auch den Pokalwettbewerb. 2004 kehrte er für zwei Jahre nach Kiew zurück und spielte zwei Jahre für Sokil in der belarussischen Extraliga. Zudem wurde er in den Playoff-Endspielen um die ukrainische Meisterschaft, für die Sokil gesetzt worden war, eingesetzt und konnte so 2005 (gegen Dniprowskje Wolki Dnipropetrowsk) und 2006 (gegen HK Berkut Kiew) den ukrainischen Titel erringen. Nach diesen Erfolgen wechselte zum belarussischen Ligakonkurrenten HK Wizebsk, für den ebenfalls zwei Jahre spielte. 2008 ging er erneut zu Sokil, das inzwischen in der russischen Wysschaja Liga spielte, wechselte aber nach einer Saison mit seinem Klub in die Extraliga nach Belarus zurück. Nachdem er in der Rückserie der Spielzeit 2009/10 erneut in Wizebsk gespielt hatte, schloss er sich für die folgende Spielzeit dem lettischen Spitzenklub HK Liepājas Metalurgs an, der ebenfalls in Belarus spielte. Mit acht Einsätzen in der zweiten Mannschaft des Klubs von der Ostseeküste, trug er auch zum Titelgewinn der Metalurgs-Reserve in der lettischen Liga bei. Seit 2011 spielte Nawarenko wieder in Belarus. Nach zwei Jahren beim HK Schachzjor Salihorsk, wo er 2013 bester Torvorbereiter der Liga war, wechselte er zum HK Homel, wo er 2015 seine Karriere beendete.

### International
Im Nachwuchsbereich stand Nawarenko für sein Heimatland zunächst bei der U18-B-Europameisterschaft 1996, als er bester Vorlagengeber des Turniers war, und nach deren Gewinn bei der U18-A-Europameisterschaft 1997, als den Ukrainern durch einen 2:1-Erfolg nach Verlängerung im entscheidenden dritten Playdown-Spiel gegen die deutsche Mannschaft der Klassenerhalt gelang, auf dem Eis. Auch bei der U20-B-Weltmeisterschaft 1999 gelang ihm mit seiner Mannschaft der Aufstieg in die A-Gruppe.
Für die ukrainische Eishockeynationalmannschaft der Herren wurde Nawarenko dagegen erstmals für die Weltmeisterschaft 2006 nominiert, als er bereits 26 Jahre alt war. Er belegte dabei mit seiner Mannschaft in der Top-Division den zwölften Platz unter 16 Mannschaften. Im Folgejahr musste er mit den Ukrainern dann allerdings den Abstieg hinnehmen. Zwar konnte in der Abstiegsrunde gegen Norwegen mit 3:2 gewonnen werden, aber die beiden übrigen Spiele gegen Lettland (0:5) und Mitabsteiger Österreich (4:8) gingen verloren, so dass am Ende nur der letzte Platz blieb. 2008, 2009, 2010, 2011, 2012, 2014 und 2015, als er seine Mannschaft als Kapitän auf das Eis führte, spielte er mit seiner Mannschaft dann in der Division I.
Des Weiteren stand er im Aufgebot seines Landes bei den Qualifikationsturnieren zu den Olympischen Winterspielen 2010 in Vancouver und 2014 in Sotschi.

## Erfolge und Auszeichnungen
- 1996 Aufstieg in die A-Gruppe bei der U18-B-Europameisterschaft
- 1996 Bester Vorlagengeber der U18-B-Europameisterschaft
- 1999 Aufstieg in die A-Gruppe bei der U20-B-Europameisterschaft
- 1999 Gewinn der East European Hockey League mit dem HK Sokil Kiew
- 2002 Spanischer Pokalsieger mit dem HC Jaca
- 2003 Spanischer Meister und Pokalsieger mit dem HC Jaca
- 2004 Spanischer Meister mit dem HC Jaca
- 2005 Ukrainischer Meister mit dem HK Sokil Kiew
- 2006 Ukrainischer Meister mit dem HK Sokil Kiew
- 2011 Lettischer Meister mit dem HK Liepājas Metalurgs
- 2013 Bester Vorlagengeber der belarussischen Extraliga

## Extraliga-Statistik
(Stand: Ende der Spielzeit 2014/15)